# Sébastien Grosjean
Sébastien René Grosjean (n. 29 mai 1978, Marsilia, Franța) este un jucător profesionist francez de tenis.